# ジョアッキーノ・コンティ

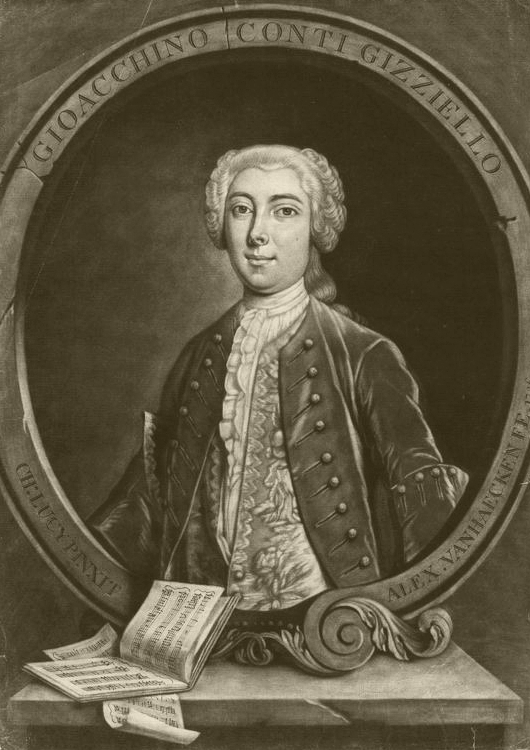
コンティの肖像

ジョアッキーノ・コンティ（Gioacchino Conti、1714年2月28日 - 1761年10月25日）は、イタリアのカストラート歌手。ジッツィエッロ（Gizziello）またはエジッツィエッロ（Egizziello）とも呼ばれた。

## 生涯
コンティはアルピーノの出身で、おそらくナポリの作曲家ニコラ・コンティの子かという。8歳のときからナポリでドメニコ・ジッツィ (Domenico Gizzi) に学んだことからジッツィエッロのニックネームで呼ばれるようになった。
コンティはローマでデビューした。1731年にレオナルド・ヴィンチの『ディドーネ』を歌ったときに、同じカストラートのカッファレッリに称賛されたという逸話がある。1732年から翌年にかけてナポリ、1735年にはヴェネツィアで歌った。ナポリではジョヴァンニ・バッティスタ・ペルゴレージの1732年のオペラ『サルスティア』の初演リハーサル中にカストラートのニコリーニが急死し、急遽代役として起用された。
1736年にイギリスでプリンス・オブ・ウェールズのフレデリックとオーガスタの結婚が発表されると、ヘンデルは結婚記念に新作オペラを上演することに決め、カレスティーニが去った後のカストラートとしてコンティを招いた。それまでのセネジーノやカレスティーニがアルト・カストラートであったのに対し、コンティは幅広い音域を持つソプラノ・カストラートだった。コンティにあてて書いた『アタランタ』の第1幕のアリアの中でヘンデルはハイCを使用している。
コンティはまず5月5日の『アリオダンテ』（再演）によってロンドンにデビューし、高い評価を得た。5月12日には新作オペラ『アタランタ』が初演された。コンティは翌1737年のシーズンのためにヘンデルが書いた3つの新作オペラ『アルミニオ』、『ジュスティーノ』、『ベレニーチェ』でも新たに雇われたアルト・カストラートのアンニバーリ (Domenico Annibali) とともに歌ったが、シーズン途中でヘンデルが脳卒中で倒れてしまい、オペラそのものも不評に終わった。コンティはこのシーズンが終わるとロンドンを去った。
コンティはその後1743年にリスボンの宮廷に招かれた。コンティはニコロ・ヨンメッリ、ヨハン・アドルフ・ハッセ、ジョヴァンニ・バッティスタ・ペシェッティ (Giovanni Battista Pescetti) らのオペラを歌った。1747年にはナポリのサン・カルロ劇場で歌った。1749年にはファリネッリに招かれてマドリードで歌った。1752年秋に再びリスボンの宮廷で歌った。
引退後、1761年にローマで没した。